# کریستن کانلی
کریستن کانلی (انگلیسی: Kristen Connolly؛ زاده ۱۲ ژوئیهٔ ۱۹۸۰) یک هنرپیشه اهل ایالات متحده آمریکا است. وی از سال ۲۰۰۳ میلادی تاکنون مشغول فعالیت بوده‌است.
از برنامه‌های تلویزیونی که وی در آن نقش داشته‌است می‌توان به باغ وحش، خانه پوشالی اشاره کرد.

### فیلم
| سال  | نام                       | نقش                            |
| ---- | ------------------------- | ------------------------------ |
| ۲۰۰۳ | لبخند مونا لیزا           | Art History Student            |
| ۲۰۰۸ | جاده انقلابی              | Mrs. Brace                     |
| ۲۰۰۸ | اتفاق                     | Woman Reading on the Bench     |
| ۲۰۰۸ | ملاقات دیو                | Make-Out Girl                  |
| ۲۰۰۹ | اعترافات یک معتاد به خرید | Woman Who Wins Green Scarf Bid |
| ۲۰۱۲ | خلیج                      | Stephanie                      |
| ۲۰۱۲ | کلبه‌ای در جنگل            | Dana Polk                      |
| ۲۰۱۸ | جادوگر دروغ‌ها             |                                |
| ۲۰۲۱ | ژرف آب                    | Jackie                         |